# Виганув (Лодзинське воєводство)
Виганув (пол. Wyganów) — село в Польщі, у гміні Свіниці-Варцькі Ленчицького повіту Лодзинського воєводства.
Населення — 103 особи (2011).
У 1975-1998 роках село належало до Конінського воєводства.

## Демографія
Демографічна структура станом на 31 березня 2011 року:
|          | Загалом | Допрацездатний вік | Працездатний вік | Постпрацездатний вік |
| -------- | ------- | ------------------ | ---------------- | -------------------- |
| Чоловіки | 54      | 11                 | 35               | 8                    |
| Жінки    | 49      | 8                  | 28               | 13                   |
| Разом    | 103     | 19                 | 63               | 21                   |